# Garfield ve filmu (film, 2024)
Garfield ve filmu (v anglickém originále: The Garfield Movie) je americký animovaný komediální film z roku 2024 založený na komiksové sérii Garfield, jehož autorem je Jim Davis. Režisérem filmu je Mark Dindal a scénář napsali Paul A. Kaplan, Mark Torgove a David Reynolds. Jedná se o šestou filmovou adaptaci komiksu Garfield. Ve filmu propůjčil Garfieldovi hlas Chris Pratt a jeho otci Samuel L. Jackson.

## Synopse
Ve filmu se kocour Garfield a jeho psí kamarád Olí setkává se svým dlouho ztraceným otcem, pouličním kocourem jménem Vic. Vydávají se provézt jednu riskantní loupež.

## Obsazení
| Chris Pratt       | Garfield     |
| Samuel L. Jackson | Vic          |
| Hannah Waddingham | Jinx         |
| Ving Rhames       | Otto         |
| Nicholas Hoult    | Jon Arbuckle |
| Cecily Strong     | Marge Malone |
| Harvey Guillén    | Odie         |
| Brett Goldstein   | Roland       |
| Bowen Yang        | Nolan        |
| Snoop Dogg        | Maurice      |
| Janelle James     | Olivia       |
| Angus Cloud       | Snickers     |
|                   |              |
|                   |              |
|                   |              |
|                   |              |

## Vývoj
Vývoj filmu začal v Alcon Entertainment v květnu 2016. Mark Dindal byl oznámen jako režisér filmu v listopadu 2018 a předprodukce začala následující měsíc. V roce 2021 byl Chris Pratt obsazen do role Garfielda a zbytek obsazení se připojil následující rok. Film byl animován společností DNEG Animation, zatímco John Debney složil hudbu. 

## Vydání
Garfield ve filmu byl uveden do mezinárodní distribuce 1. května 2024 společností Sony Pictures Releasing. Ve Spojených státech měl film premiéru 19. května v Grauman's Chinese Theatre v Los Angeles a do distribuce se dostal 24. května.
Film sklidil negativní recenze od kritiků a celosvětově vydělal 257,2 milionu dolarů při rozpočtu 60 milionů dolarů. Film byl nominován na cenu Kids' Choice Awards 2024 v kategorii Oblíbený animovaný film.